# Церовац (Равно)
Церовац је насељено место у општини Равно која административно припада Херцеговачко-неретванском кантону, Федерација БиХ, Босна и Херцеговина. Церовац је подељен међуентитетском линијом између града Требиња и општине Равно. Према попису становништва из 2013. у насељу није било становника.

## Становништво
У насељу је према попису становништва из 1991. године живело 7 становника, а насеље је било у потпуности настањено Србима. Према попису из 2013. године насеље је без становника.
| Националност | 2013. | 1991.    | 1981.     | 1971.    |
| Срби         | —     | 7 (100%) | 7 (77,8%) | 9 (100%) |
| остали       | —     | —        | 2 (22,2%) | —        |
| Укупно       | 0     | 7        | 9         | 9        |